# Schloss Thoiry

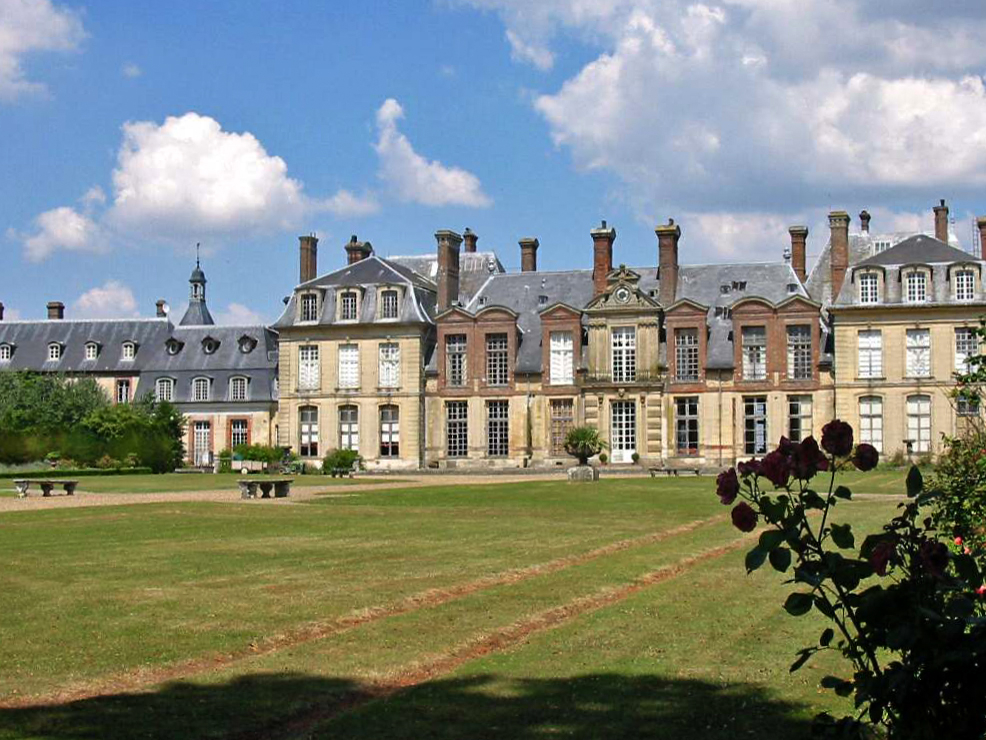
Schloss Thoiry, Gartenseite

Das Schloss von Thoiry ist eine 150 Hektar große Schlossanlage mit Zoo und botanischem Garten (Wow Safari Thoiry), gelegen im Dorf Thoiry im Département Yvelines in Frankreich, die seit 1965 für die Öffentlichkeit zugänglich ist. Der Komplex befindet sich etwa 48 Kilometer westlich von Paris. 1974 wurden 280.000 Besucher gezählt, seitdem ist die Popularität gewachsen.

## Geschichte
Das Schloss wurde in den Jahren 1559 bis 1580 nach Plänen des Architekten Olivier Ymbert erbaut. Erster Besitzer war Raoul Moreau († 1583), der als Schatzmeister von König Heinrich II. sehr vermögend geworden war.